# Französischer Vorstehhund
Unter Französischer Vorstehhund (Braque français) führt die FCI (Nr. 133/134, Gr. 7, Sek. 1.1) zwei anerkannte Vorstehhunde aus Frankreich.

## Herkunft und Geschichtliches
Der Französische Vorstehhund zählt sicherlich zu den ältesten kurzhaarigen Vorstehhundrassen in Frankreich. Die Herkunft geht zurück bis ins Mittelalter. Traditionsgemäß finden wir den Braque Français vorwiegend in der südlicheren Hälfte Frankreichs. Aus den schweren langsamen Vorstehhunden der Gascogne und Oysel (Landstriche im Südwesten Frankreichs) hat man ab ca. 1830 zwei Schläge herausgezüchtet. 1883 beschrieb der Autor Espée de Sélincourt erstmals sehr genau den Braque Français. 1850 begann sich die französische Kynologie zu organisieren und gab dem sehr gefragten Hund den Namen, den er noch heute trägt: Braque Français. Um 1880 übernahm Mr. Sénac-Lagrange den Zuchtaufbau, dessen Standard noch heute bei diesen Hunden zu sehen ist.
Dank seiner Größe und seiner Jagdpassion wird der Braque Français in allen Landstrichen Frankreichs geschätzt. Nach dem Deutsch Kurzhaar und dem Weimaraner steht der Braque Français an dritter Stelle in der Beliebtheitsskala der kurzhaarigen Vorstehhunde Frankreichs.

## Beschreibung
Hund vom Brackentyp: das reichliche Haar ist eher grob; an Kopf und Ohren feiner, in den Farben: Kastanienbraun, Kastanienbraun und Weiß, Kastanienbraun stark weiß getüpfelt und Kastanienbraun mit lohfarbenen Abzeichen, beim Pyrenäentyp noch feiner und kürzer. Die Ohren sind in Höhe der Augenlinie angesetzt, von mittlerer Länge, leicht gefaltet, gut den Kopf umrahmend. Der Gascogne ist mit bis zu 69 cm größer als der Pyrenäe mit bis zu 58 cm.

## Jagdliche Verwendung
Der Braque Français hat einen ausgezeichneten Fährten- und Spürsinn, gutes Vorstehen, eine ausgesprochene Bringfreude und eine sehr gute Jagdpassion. Er wird für die Jagd vor und nach dem Schuss verwendet. Er ist leichtführig, sehr lernbegierig, führerbezogen und anpassungsfähig. Er ist ausdauernd und sehr widerstandsfest gegenüber Witterungseinflüssen. Im Gelände ist er ein vortrefflicher Helfer, im Wald, Feld, im Dickicht und gleichfalls im Gebirge. Seine Apportierfreude ist angeboren.